# Pierre Latour
Pierre Latour (* 12. Oktober 1993 in Romans-sur-Isère) ist ein französischer Radrennfahrer.

## Sportlicher Werdegang
Latour fuhr seit 2012 für Chambéry Cyclisme Formation, dem Farmteam des UCI WorldTeam AG2R La Mondiale. Er gewann 2013 das Straßenrennen der Jeux de la Francophonie und die Nachwuchswertungen der Ronde de l’Isard und der Tour du Languedoc-Roussillon.
2015 erhielt er einen regulären Vertrag bei AG2R La Mondiale, für das er schon zum Saisonende 2013 als Stagiaire fuhr. Für dieses Radsportteam gewann er 2015 die Nachwuchswertungen der Route du Sud und der Tour de l’Ain, bei der er auch einen Tagesabschnitt gewann.
Im Juni 2016 holte er sich bei der Tour de Suisse auf der fünften Etappe nach Carì das Gelbe Trikot als Gesamtführender. Auf der anschließenden Etappe verlor Latour allerdings wieder das Gelbe Trikot. Bei seiner ersten Grand Tour-Teilnahme, der Vuelta a España 2016, gelang ihm sein erster Sieg bei einem Rennen der UCI WorldTour. Auf der Bergankunft der 20. Etappe setzte er sich knapp vor Darwin Atapuma durch, die beide Teil einer 16-köpfigen Ausreißergruppe waren, die sich nach rund 50 Kilometern der 193 Kilometer langen Etappe gebildet hatte. Er schloss die Rundfahrt auf Platz 28 ab.
2017 gewann Latour die Nachwuchswertung der Tour de Romandie und wurde französischer Meister im Einzelzeitfahren. Bei der Tour de France führte er das Nachwuchsklassement für zwei Tage an.

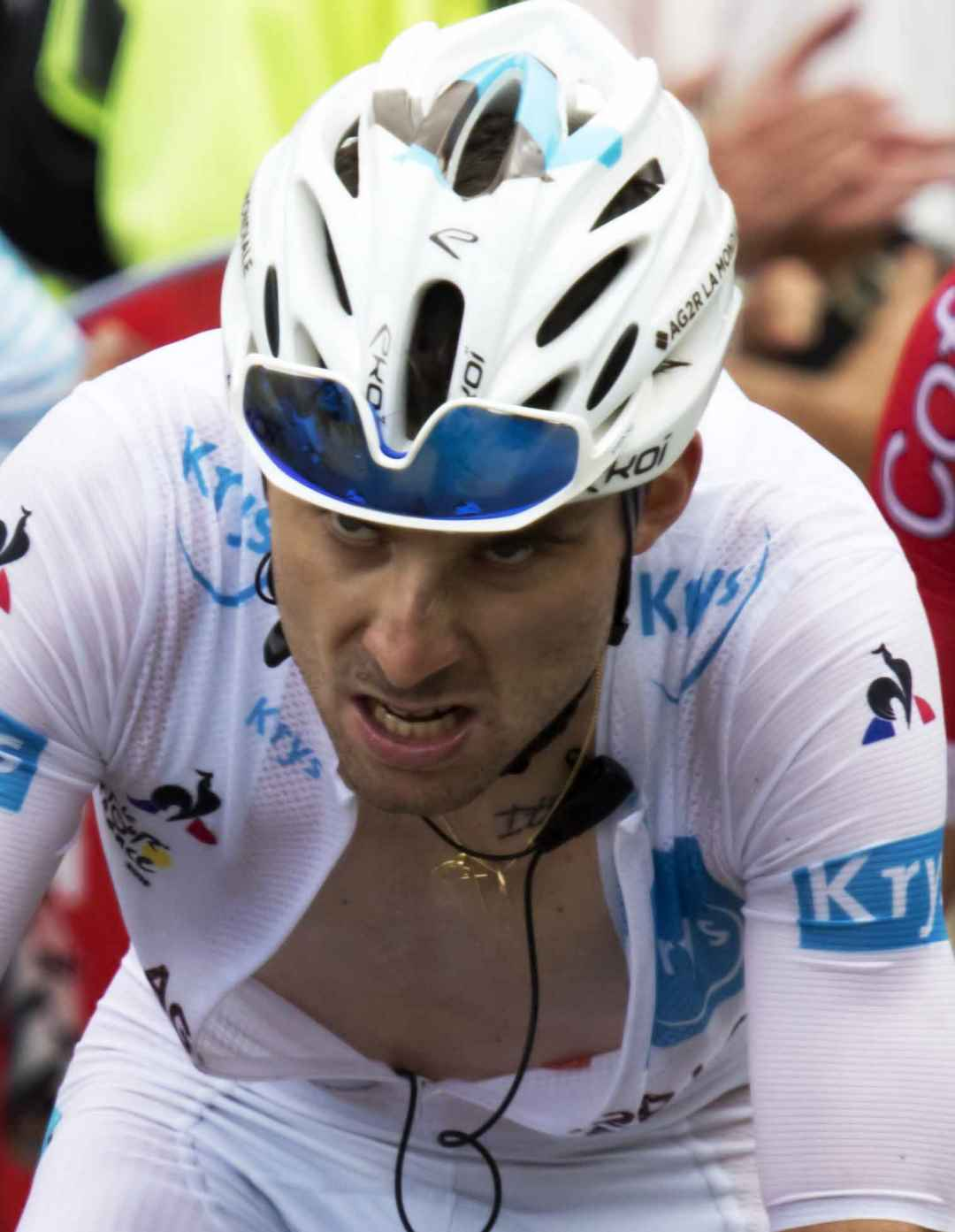
Latour im Weißen Trikot bei der Tour de France 2018

In der Saison 2018 wurde der Latour Dritter der Katalonien-Rundfahrt und Gesamtachter der Tour de Romandie, gewann die Nachwuchswertung des Critérium du Dauphiné und verteidigte den französischen Zeitfahrtitel. Bei der Tour de France gewann Latour die Nachwuchswertung und wurde 13. der Gesamtwertung.
Im Jahr 2019 wurde Latour Gesamtsechster der Polen-Rundfahrt. Beim Halbklassiker Giro dell’Emilia Siebter und zum Saisonabschluss Neunter der Lombardei-Rundfahrt. Sein bestes Ergebnis im Jahr 2020 war Platz vier bei der Mont Ventoux Dénivelé Challenge.
Zur 2021 wechselte  Latour zu Total Direct Energie. In seiner ersten Saison für das französische UCI ProTeam gewann er eine Etappe der Vuelta Asturias Julio Alvarez Mendo und belegte den dritten Platz in der Gesamtwertung. 2023 wurde er Dritter der französischen Zeitfahrmeisterschaften und Zweiter der 9. Etappe der Tour de France, einer Bergankunft auf dem Puy de Dôme. Nach drei sieglosen Jahren gewann er das Einzelzeitfahren der Tour du Rwanda 2024. 2025 wurde er Gesamtzweiter der Boucles de la Mayenne, bei der er eine Etappe und die Punktewertung gewann.

## Erfolge
2011
- eine Etappe Regio-Tour (Junioren)

2013
- Nachwuchswertung Ronde de l’Isard
- Jeux de Francophonie
- Nachwuchswertung Tour du Languedoc-Roussillon

2015
- Nachwuchswertung Route du Sud
- eine Etappe und Nachwuchswertung Tour de l’Ain

2016
- Nachwuchswertung Étoile de Bessèges
- Nachwuchswertung Critérium International
- Nachwuchswertung Tour de Romandie
- eine Etappe Vuelta a España

2017
- Nachwuchswertung Tour de Romandie
- Französischer Meister – Einzelzeitfahren

2018
- Nachwuchswertung Katalonien-Rundfahrt
- Nachwuchswertung Critérium du Dauphiné
- Französischer Meister – Einzelzeitfahren
- Nachwuchswertung Tour de France

2021
- eine Etappe Vuelta a Asturias

2024
- eine Etappe Tour du Rwanda

2025
- eine Etappe und Punktewertung Boucles de la Mayenne

## Grand-Tour-Platzierungen
| Grand Tour            | 2016 | 2017 | 2018 | 2019 | 2020 | 2021 | 2022 | 2023 | 2024 | 2025 |
| --------------------- | ---- | ---- | ---- | ---- | ---- | ---- | ---- | ---- | ---- | ---- |
| Giro d’ItaliaGiro     | –    | –    | –    | –    | –    | –    | –    | –    | –    | –    |
| Tour de FranceTour    | –    | 29   | 13   | –    | DNF  | 47   | 56   | 75   | –    | –    |
| Vuelta a EspañaVuelta | 28   | –    | –    | 35   | –    | –    | –    | DNF  | –    |      |